# Padiès
Padiès (okzitanisch: Padièrs) ist eine französische Gemeinde mit 154 Einwohnern (Stand: 1. Januar 2022) im Département Tarn in der Region Okzitanien. Sie gehört zum Arrondissement Albi und zum Kanton Carmaux-1 Le Ségala (bis 2015: Kanton Valence-d’Albigeois).

## Geografie
Padiès liegt etwa 21 Kilometer nordöstlich von Albi. Der Cérou bildet die nördliche Gemeindegrenze, im Süden verläuft sein Zufluss Boutescure. Umgeben wird Padiès von den Nachbargemeinden Lacapelle-Pinet im Norden, Lédas-et-Penthiès im Nordosten, Faussergues im Osten, Valence-d’Albigeois im Süden, Andouque im Südwesten sowie Crespin im Westen.

## Bevölkerungsentwicklung
| 1962                      | 1968 | 1975 | 1982 | 1990 | 1999 | 2006 | 2013 |
| ------------------------- | ---- | ---- | ---- | ---- | ---- | ---- | ---- |
| 329                       | 337  | 300  | 264  | 199  | 199  | 196  | 196  |
| Quelle: Cassini und INSEE |      |      |      |      |      |      |      |

## Sehenswürdigkeiten
- drei Kirchen in den Ortsteilen Sainte-Germaine, Saint-Marcel und Le Tels
- Schloss Padiès in der Ortschaft Lempaut